# Pontos extremos da Dinamarca

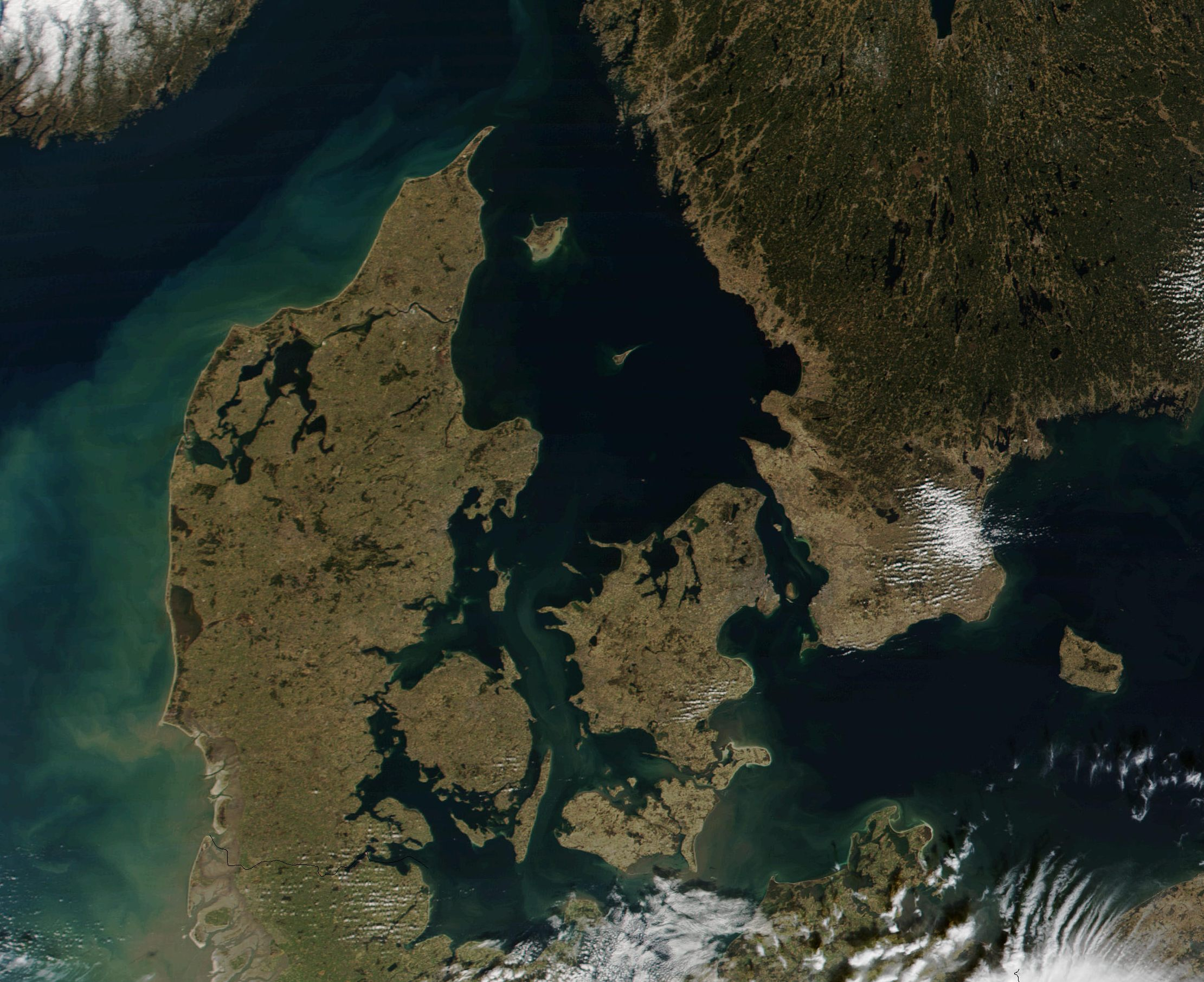
Foto de satélite do território dinamarquês

Esta é a lista dos Pontos extremos da Dinamarca, onde estão as localidades mais ao norte, sul, leste e oeste do território dinamarquês.

## Latitude e Longitude

### Península daJutlândia
Inclui apenas terras na península da Jutlândia, território pertencente à Europa Continental:
- Ponto mais setentrional: Skagen, Jutlândia do Norte (57° 44′ 00″ N, 10° 35′ 00″ L)
- Ponto mais meridional: Padborg, Jutlândia do Sul (54° 58′ 00″ N, 9° 21′ 00″ L)
- Ponto mais ocidental: Blåvandshuk, Ribe (55° 34′ 00″ N, 8° 05′ 00″ L)
- Ponto mais oriental: Grenå, Århus (56° 27′ 00″ N, 10° 37′ 00″ L)

Na sequência de uma inundação, a parte norte da Jutlândia, na verdade, é uma ilha.

### União Europeia
- Inclui apenas terras na União Europeia, excluindo-se a Groenlândia e as Ilhas Faroe:
- Ponto mais setentrional: Skagen, Jutlândia do Norte (57° 44′ 00″ N, 10° 35′ 00″ L)
- Ponto mais meridional: Gedser, Storstrøm (54° 43′ 00″ N, 8° 05′ 00″ L)
- Ponto mais ocidental: Blåvandshuk, Ribe (55° 34′ 00″ N, 8° 05′ 00″ L)
- Ponto mais oriental: Østerskær, Christiansø (55° 19′ 00″ N, 15° 11′ 00″ L)

### Todos os territórios
O território dinamarquês incluem a ilha de Kaffeklubben, pedaço de terra mais setentrional do planeta. Há alguns bancos de cascalhos temporários como Oodaaq, mas não são incluídos aqui:
- Ponto mais setentrional: Kaffeklubben, Groenlândia (83° 40′ 00″ N, 31° 37′ 00″ O)
- Ponto mais meridional: Gedser, Storstrøm (54° 43′ 00″ N, 8° 05′ 00″ L)
- Ponto mais ocidental: Cabo Alexander, (78° 10′ 00″ N, 73° 08′ 00″ O)
- Ponto mais oriental: Østerskær, Christiansø (55° 19′ 00″ N, 15° 11′ 00″ L)

## Altitude
- Ponto máximo:
  - União Europeia: Møllehøj, 170,86 m (55° 58′ 37,88″ N, 9° 39′ 34,42″ L)
  - Ilhas Faroé: Slættaratindur, 882 m (62° 18′ 00″ N, 7° 00′ 00″ O)
  - Gronelândia: Gunnbjørn, 3.700 m (68° 55′ 10,2″ N, 29° 53′ 54,72″ O)